# Spock's Beard X
Albums de Spock's Beard
Spock's Beard
(2006)
X est le dixième album studio du groupe de rock progressif américain Spock's Beard. Unique par rapport aux précédents albums, l'album a été financé par des pré-commandes d'une édition limitée de l'album avant que celui-ci ne soit enregistré. Ceux qui ont commandé l'« Ultra Package » de l'album auront leur nom inscrit sur le livret du CD et inclus dans les paroles de la chanson "Their Names Escape Me" exclusivement réservé à l'édition limitée. L'album est sorti indépendamment en mai 2010. Une sortie dans les bacs est prévue pour fin août.

## Chansons
1. « Edge of the In-Between » (Dave Meros, John Boegehold) – 10:30
2. « The Emperor's Clothes » (Alan Morse, Neal Morse, Larry Kutcher) – 6:01
3. « Kamikaze » (Ryo Okumoto) – 4:15
4. « From the Darkness » (Nick D'Virgilio, Alan Morse) – 16:53
  - I. « The Darkness »
  - II. « Chance Meeting »
  - III. « On My Own »
  - IV. « Start Over Again »
5. « The Quiet House » (Meros, Boegehold) – 9:13
6. « Their Names Escape Me » (Boegehold, Meros) – 8:51
7. « The Man Behind the Curtain » (Alan Morse, Stan Ausmus) – 7:44
8. « Jaws of Heaven » (Meros, Boegehold) – 16:22
  - I. « Homesick for the Ashes »
  - II. « Words of War »
  - III. « Deep in the Wondering »
  - IV. « Whole Again »

## Musiciens
Spock's Beard
- Nick D'Virgilio – Chant, batterie, guitares additionnelles
- Alan Morse – guitare
- Ryo Okumoto – Clavier
- Dave Meros – basse, clavier additionnel

Musiciens additionnels
- John Boegehold – clavier additionnel keyboards, guitare, chant
- Jimmy Keegan – chant

Production
- Rich Mouses